# Бураков Віктор Володимирович
Віктор Володимирович Бураков (30 травня 1955, Димитров, Сталінська область — 24 липня 2025) — український легкоатлет, олімпійський чемпіон.
Віктор Бураков тренувався в спортивному товаристві «Буревісник» у Києві. Брав участь у московській Олімпіаді у складі збірної СРСР в естафеті 4 х 400 метрів та бігу на 400 метрів, посів перше місце у півфіналі естафети, але у фіналі участі не брав.
Чоловік легкоатлетки Тетяни Буракової (Пророченко) (1952—2020).

## Виступи на Олімпіадах
| Олімпіада   | Дисципліна              | Місце     |
| ----------- | ----------------------- | --------- |
| Москва 1980 | біг на 400 метрів       | 5 h2 r3/4 |
| Москва 1980 | естафета 4 x 400 метрів | 1         |